# Nona battaglia dell'Isonzo
La nona battaglia dell'Isonzo fu combattuta nell'autunno 1916 dal 31 ottobre al 4 novembre tra il Regio Esercito e quello austro-ungarico. Nonostante i tanti caduti, l'esercito italiano riuscì ad avanzare solo di pochi chilometri (circa 5 oltre il Vallone).

## Sequenza degli eventi[1]
Già verso la fine dell'ottava battaglia dell'Isonzo, il 12 ottobre 1916, le truppe italiane stavano effettuando i preparativi per un terzo urto contro la barriera dell'altopiano carsico prima che giungesse l'inverno, già preannunciato da un rigidissimo e burrascoso autunno. Persistenti intemperie, infatti, vennero a rallentare la preparazione e l'inizio della ripresa offensiva italiana, che poté essere iniziata soltanto il 31 ottobre. Il 1º novembre, dopo 24 ore di fuoco d'artiglieria, le fanterie italiane balzarono ancora una volta all'attacco, al fine di premere e disgregare l'avversario sul Carso e per strappargli la linea Colle Grande-Pecinca-Bosco Malo, e possibilmente l'attigua Dosso Fàiti-Castagnevizza-Sella delle Trincee.
Nella zona collinosa a est di Gorizia, nonostante l'accanita resistenza austro-ungarica e le difficoltà del terreno (aggravate dall'impaludamento per le recenti piogge), i fanti italiani avanzarono sotto il fuoco nemico presso la Vertoibizza, affondando nel fango fino alla cintola; le truppe del XXVI Corpo d'armata (guidate dal gen. Cavaciocchi) e dell'VIII riuscirono a occupare rispettivamente l'altura di quota 171, a nord-ovest della cima del M.te San Marco e quella di quota 123 nord (Sober) a est di San Pietro. Nei giorni seguenti tali truppe tentarono di compiere altri progressi, ma la viva reazione nemica e soprattutto le penose condizioni operative li resero impossibili, costringendole a sgomberare la quota 123 nord.
A sud del Vipacco sul Carso, invece, le fanterie dell'XI Corpo d'armata coronarono vittoriosamente i loro precedenti sforzi. Fin dal primo giorno dell'offensiva, la 49ª (gen. Diaz) e la 45ª (gen. Venturi) Divisione avanzarono decisamente verso il Colle Grande e il Pecinca; il primo venne espugnato dalla Brigata Toscana mentre il secondo dalla Brigata Lombardia, affiancato dalla Ia Brigata Bersaglieri; queste procedettero quindi sulle quote 308, il Pecina, e 278 a sud-est del Pecina, impadronendosene.
La 4ª Divisione, avanzando anch'essa verso est, raggiunse con la Brigata Spezia la fronte Pecinca-Seghetti e con la Barletta il quadrivio di quota 202, 1.67 km a est di Opacchiasella sulla strada che porta a Castagnevizza del Carso. Le truppe del XIII Corpo, benché vivamente contrastate, si spinsero fino alle pendici di quota 238 e alle prime case di Bosco Malo ma, contrattaccate con violenza e sterminate dal fuoco avversario, furono costrette a tornare nelle trincee di partenza.
Nella notte gli austro-ungarici contrattaccarono sul Colle Grande, ma invano; al mattino, però, con truppe fresche essi tornarono in modo risoluto al contrattacco con il Pecinca-quota 278; soverchiata la Brigata Spezia sulla quota 278, essi piombarono sul Pecinca (quota 308), ma qui vennero fermati dalla Iª Brigata Bersaglieri. Nel pomeriggio, non soltanto tutto il terreno perduto dagli italiani venne da loro riconquistato, ma la 49ª Divisione si spinse fino alle pendici del Monte Lupo, 285 m a sud-est di Vertozza, e la 45ª fino a quelle del Dosso Fàiti.
Il 3 novembre la Brigata Pinerolo espugnò il Monte Lupo e la Toscana, al cui seguito vi era il poeta Gabriele D'Annunzio, il Dosso Fàiti. A nord della 45ª Divisione, la 49ª si impadroniva nello stesso giorno della quota 123 e del costone di roccia di quota 124, entrambi nei pressi di Vertozza. Il XIII Corpo d'armata, rimasto in posizione arretrata, tentò il giorno 4 novembre una manovra di aggiramento, puntando dalla strada Opacchiassella-Castagnevizza verso Sella delle Trincee, al fine di avvolgere le forze che si opponevano all'avanzata italiana e spazzare il territorio antistante a Castagnevizza; il movimento, tentato da una colonna della 47ª Divisione non ebbe esito fortunato.